# Paula Reips
Paula Reips (* 1. März 2001) ist eine deutsche Handballspielerin auf der Linksaußen-Position. In der Beachvariante ist sie deutsche Nationalspielerin. 

## Hallenhandball
Paula Reips begann bereits im frühen Kindesalter mit dem Handballspielen beim SC Unterpfaffenhofen, wechselte dann zur HSG Würm-Mitte. Ab 2017 spielte sie zusätzlich in der A-Jugend des HCD Gröbenzell in der Jugend-Bundesliga. Für die HSG spielte Reips schon als 17-Jährige in der 3. Liga.
2017 nahm Reips mit der Bayern-Auswahl am Länderpokal ihrer Altersklasse teil.
Vom BLSV-Bezirk Oberbayern wurde Reips 2018 als eine der Nachwuchssportlerinnen des Jahres ausgezeichnet.

## Beachhandball
Reips trainierte regelmäßig am südlichen Bayern-Stützpunkt im Beachhandball, Ismaning, wo sie im Alter von 15 Jahren für die Nachwuchs-Nationalmannschaft des DHB entdeckt wurde. In Nazare nahm sie erstmals 2016 an Jugend-Europameisterschaften teil. Nach einer Vorrunde mit drei Siegen verloren die deutschen Mädchen anschließend das Viertelfinale und die beiden Platzierungsspiele und wurden am Ende Achte. Reips spielte in allen sechs Begegnungen und erzielte dabei 37 Punkte. In den beiden Spielen gegen Italien war sie mit sieben und zehn erzielten Punkten jeweils die beste deutsche Werferin.
Erfolgreicher verliefen die Titelkämpfe ein Jahr später am Jarun-See bei Zagreb. Hier gelang ein nicht so guter Start in das Turnier, mit zwei Siegen und drei Niederlagen in der Vorrunde. Hinter den beiden Spitzenmannschaften aus den Niederlanden und Ungarn konnte Deutschland dennoch Dritter der Gruppe werden und sich für das Viertelfinale qualifizieren, in dem Russland geschlagen wurde. Im Halbfinale unterlag die Mannschaft erneut den Niederländerinnen, im Spiel um den dritten Rang wurde die bisherige Übermannschaft aus Ungarn, die bis dahin alle Titel beim weiblichen Nachwuchs in Europa gewonnen hatte, geschlagen. Alle Spiele in den KO-Runden wurden erst im Shootout entschieden. Reips spielte alle acht Spiele und erzielte 38 Punkte; gegen Rumänien war sie in der Vorrunde gemeinsam mit Leonie Patorra mit 12 Punkten, im letzten Spiel gegen Ungarn gemeinsam mit Isabel Kattner mit je elf Punkten beste deutsche Werferin.
Diesen Erfolg konnte Reips mit der deutschen Mannschaft 2018 in Ulcinj wiederholen. Nach zwei Siegen und einer Niederlage zog die Mannschaft hinter Russland ins Viertelfinale ein, wo Spanien geschlagen wurde. Im Halbfinale scheiterte die Mannschaft wie im Jahr zuvor an den Niederlanden, doch konnte wiederum das „kleine Finale“ gegen Portugal klar gewonnen werden. Reips kam erneut in allen sechs möglichen Spielen zum Einsatz und erzielte 17 Punkte. Meist spielte sie eher einen defensiven Part, doch gegen Polen war sie im ersten Spiel der Vorrunde mit zehn Punkten beste deutsche Werferin.

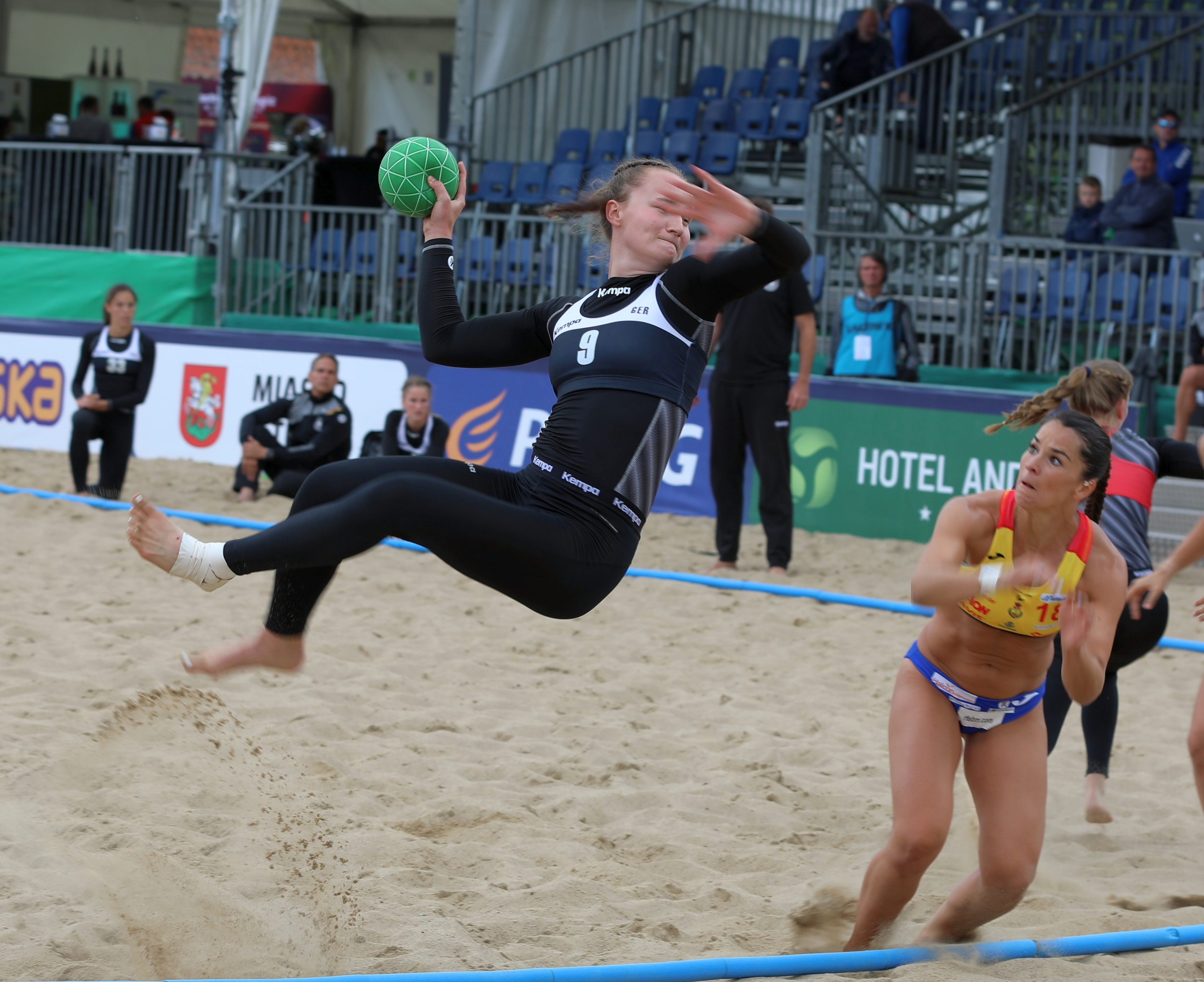
Reips beim Torwurf im Hauptrundenspiel gegen Spanien bei der EM 2019; Luisa María García Toro versucht den Wurf zu behindern.

Für die Europameisterschaften 2019 im polnischen Stare Jabłonki wurde Reips erstmals für ein Turnier in die A-Nationalmannschaft berufen. Die perspektivisch zusammengestellte Mannschaft bestand aus einigen erfahrenen Spielerinnen wie Kirsten Walter, Leonie Wöbking oder Christine Königsmann, darüber hinaus aber vor allem aus jüngeren Nachwuchsspielerinnen wie Reips. Nach einer Vorrunde mit zwei Siegen und zwei Niederlagen sowie fünf gewonnenen und fünf verlorenen Sätzen qualifizierte sich das deutsche Team als Gruppendritter für die Hauptrunde. Dort schlug man zunächst die amtierenden Weltmeisterinnen aus Griechenland, verlor dann aber gegen Spanien und schlug im dritten und letzten Spiel die Italienerinnen. Das deutsche Team ging als vorletztes Team ihrer Hauptrunden-Gruppe in die KO-Phase, wo es zunächst die Mannschaft der Schweiz deutlich mit 2:0 besiegte. Es folgte ein hart umkämpfter und erst im Shootout besiegelter Sieg gegen die Gastgeberinnen aus Polen. Im letzten Spiel nach einer kräftezehrenden Meisterschaft unterlag das junge Team der Vertretung aus Russland und belegte Platz zehn. Reips bestritt sechs der möglichen zehn Spiele und erzielte 33 Punkte. Nachdem sie in den ersten vier Spielen nicht zum Einsatz gekommen war, wurde sie ab dem Sieg gegen die amtierenden Weltmeisterinnen aus Griechenland in der Vorrunde in allen Spielen eingesetzt. Gegen die Schweiz war sie mit 12 erzielten Punkten nach Amelie Bayerl beste Werferin, im letzten Spiel gegen Polen gemeinsam mit Kattner mit je zehn Punkten beste Werferin der deutschen Mannschaft.
Auf Vereinsebene ist Reips seit der Teamgründung bei den Minga Turtles aus Ismaning. aktiv. Zudem half sie für einige Turniereinsätze bei den Beach Bazis aus Oberschleißheim aus. Mit der Mannschaft wurde sie 2017 bei den deutschen Meisterschaften Vizemeisterin und als beste Spielerin des Finalturniers ausgezeichnet. Ein Jahr später unterlagen die Turtles den Beach Bazis im Viertelfinale, 2019 den Brüdern Ismaning. 2021 gewann sie mit den Minga Turtles die deutsche Meisterschaft. Die Minga Turtles konnten das Turnier um die deutsche Meisterschaft ungeschlagen für sich entscheiden. Dabei gaben sie im gesamten Turnierverlauf nur einen einzigen Satz an die Rivalen Brüder Ismanings ab. Im Finale entschieden sie gegen die CAIPirinhas Erlangen in zwei Sätzen klar für sich. Reips zeichnete sich im Kampf um die Meisterschaft als zweitbeste Schützin nach Cara Reuthal aus. Im Jahr darauf wurde sie gegen die Beach Bazis in Cuxhaven Vizemeisterin und war erfolgreichste Werferin des Turniers.

## Privates
Neben ihrer Handballkarriere absolviert Paula Reips derzeit ein duales Studium zur Sozialpädagogin.
Zusätzlich zum Handball spielt sie in ihrer Freizeit gerne Squash. Sie absolvierte außerdem den Trainerschein C-Breitensport und trainierte in der Vergangenheit mehrere Jahre lang die E- und F-Handballjugend ihres Heimatvereins SC Unterpfaffenhofen.
Diese Tätigkeit gab sie aufgrund ihrer Weltreise 2019/2020 auf.